# Huarina
Huarina är en ort i Bolivia.   Den ligger i departementet La Paz, i den västra delen av landet, 500 km nordväst om huvudstaden Sucre. Huarina ligger 3 840 meter över havet och antalet invånare är 1 616. Den ligger vid sjön Titicacasjön.
Terrängen runt Huarina är platt åt sydost, men åt nordväst är den kuperad. Närmaste större samhälle är Achacachi, 17,5 km norr om Huarina. 
Trakten runt Huarina består i huvudsak av gräsmarker. Runt Huarina är det ganska glesbefolkat, med 43 invånare per kvadratkilometer.